# Ikimonogakari
Ikimonogakari (jap. いきものがかり) – japoński zespół rockowy nagrywający dla wytwórni Sony Music.
Historia Ikimonogakari rozpoczęła się w roku 1989, gdy Hotaka i Yoshiki (wówczas dwójka 7-latków) poznali się w szkole podstawowej. Obaj otrzymali wtedy przezwisko „ikimonogakari”, czyli „ci, którzy zajmują się (szkolnymi) zwierzakami”. Chłopcy zaprzyjaźnili się i razem zmieniali szkoły aż w końcu w roku 1999, podczas nauki w Atsugi College, postanowili założyć zespół. Na nazwę zespołu wybrali Ikimonogakari i niebawem zaczęli występować najpierw na ulicach a później w klubach. Kilka miesięcy później do grupy przyłączyła się wokalistka Kiyoe, młodsza siostra ich kolegi ze szkoły.

## Członkowie
- Hotaka Yamashita (jap. 山下 穂尊; ur. 27 sierpnia 1982 w Ebina).
- Yoshiki Mizuno (jap. 水野 良樹; ur. 17 grudnia 1982 w Ebina).
- Kiyoe Yoshioka (jap. 吉岡 聖恵; ur. 29 lutego 1984 w Atsugi).